# Хааг, Рудольф
Рудольф Хааг (нем. Rudolf Haag; 17 августа 1922, Тюбинген, Веймарская республика — 5 января 2016) — немецкий физик-теоретик, работавший в области аксиоматической квантовой теории поля.

## Биография
Рудольф Хааг родился 17 августа 1922 года в Тюбингене в семье учителя математики Альберта Хаага и писательницы Анны Хааг. Осенью 1939 года, когда началась Вторая мировая война, он гостил у своей сестры в Англии. Как гражданин страны-противника он был задержан и провёл годы войны в лагере в Канаде.
С 1948 года Хааг учился в Высшей технической школе Штутгарта (ныне Штутгартский университет). В 1951 году в Мюнхенском университете защитил диссертацию на тему «Методы соответствия в теории элементарных частиц» (нем. Die korrespondenzmäßige Methode in der Theorie der Elementarteilchen) и получил докторскую степень (Dr. rer. nat.). Его научным руководителем был Фридрих Бопп.
После этого Хааг работал в Мюнхене, Копенгагене и Гёттингене, а в 1957—1959 годах — в Марселе и в Институте перспективных исследований в Принстоне (штат Нью-Джерси, США). В 1960—1966 годах Хааг был профессором Иллинойсского университета в Урбане-Шампейне.
В 1965 году Рудольф Хааг и Рес Йост основали журнал Communications in Mathematical Physics, который стал одним из ведущих периодических изданий, публикующих статьи по математическим вопросам квантовой теории поля. В 1965—1973 годах Хааг был главным редактором этого журнала.
В 1966 году Рудольф Хааг стал профессором Гамбургского университета, в котором он проработал более 20 лет — до своего ухода на пенсию в 1987 году.
После выхода на пенсию Хааг продолжал заниматься научными исследованиями. Несмотря на ухудшающееся состояние здоровья и прогрессирующую слепоту, он участвовал в научных конференциях до самых последних лет своей жизни. Хааг был дважды женат, от первого брака у него было четверо детей — трое сыновей и дочь.

## Научные результаты
В 1955 году Рудольф Хааг постулировал утверждение, которое впоследствии стало известно как Теорема Хаага. Согласно этому утверждению, взаимодействующее поле, которое можно связать со свободным (невзаимодействующим) полем с помощью унитарного преобразования, также может рассматриваться как свободное.
В 1964 году, вместе с Даниэлем Кастлером, Хааг предложил аксиоматический подход к квантовой теории поля, который получил название подхода Хаага—Кастлера.
В 1970-х годах, работая вместе с Сергио Доплихером и Джоном Робертсом над общей концепцией зарядов, Хааг показал фундаментальную связь между зарядами, спином и статистикой.

## Награды и премии
- Медаль имени Макса Планка (1970)[5]
- Премия Анри Пуанкаре (1997) — «за фундаментальный вклад в квантовую теорию систем с бесконечным числом степеней свободы, как одному из основателей современной квантовой теории поля, где он открыл центральную роль принципа локальности и концепцию локальных наблюдаемых как основу всех концептуальных и локальных структур; и как лидеру в операторном алгебраическом анализе основ квантовой статистической механики»[6].

## Некоторые публикации

### Книги
- R. Haag. Local quantum physics: Fields, particles, algebras. Springer, Berlin, 1992, 356 pages, ISBN 978-0387536101.

### Статьи
- R. Haag. Quantum field theories with composite particles and asymptotic conditions, Physical Review, 1958, v. 112, No. 2, p. 669—673.
- R. Haag, D. Kastler. An algebraic approach to quantum field theory, Journal of Mathematical Physics, 1964, v. 5, No. 7, p. 848—861.
- S. Doplicher, R. Haag, J. E. Roberts. Local observables and particle statistics I, Communications in Mathematical Physics, 1971, v. 23, No. 3, p. 199—230.
- S. Doplicher, R. Haag, J. E. Roberts. Local observables and particle statistics II, Communications in Mathematical Physics, 1974, v. 35, No. 1, p. 49—85.
- R. Haag, J. T. Łopuszański, M. Sohnius. All possible generators of supersymmetries of the S-matrix, Nuclear Physics, 1975, v. B88, No. 2, p. 257—274.